# Calamagrostis glacialis
Calamagrostis glacialis är en gräsart som först beskrevs av Hugh Algernon Weddell, och fick sitt nu gällande namn av Albert Spear Hitchcock. Calamagrostis glacialis ingår i släktet rör, och familjen gräs.
Artens utbredningsområde är Bolivia. Inga underarter finns listade i Catalogue of Life.